# 2000年シドニーオリンピックのチャイニーズタイペイ選手団
2000年シドニーオリンピックのチャイニーズタイペイ選手団（2000ねんシドニーオリンピックのチャイニーズタイペイせんしゅだん）は、2000年9月15日から10月1日にかけてオーストラリアのニューサウスウェールズ州シドニーで開催された2000年シドニーオリンピックのチャイニーズタイペイ選手団、およびその競技結果。

## メダル
今大会は銀メダル1個、銅メダル4個の合計5個のメダルを獲得した。
| メダル | 選手名 | 競技                 | 種目           |
| ------ | ------ | -------------------- | -------------- |
| 銀     | 黎鋒英 | ウエイトリフティング | 女子53kg級     |
| 銅     | 黄志雄 | テコンドー           | 男子58kg級     |
| 銅     | 紀淑如 | テコンドー           | 女子49kg級     |
| 銅     | 陳静   | 卓球                 | 女子シングルス |
| 銅     | 郭羿含 | ウエイトリフティング | 女子75kg級     |